# 2,3′-Bipyridin
2,3′-Bipyridin ist eine chemische Verbindung aus der Stoffklasse der Heterocyclen. Das Alkaloid besteht aus zwei Pyridinringen, die an den Positionen 2 und 3′ zu einem Bipyridin verknüpft sind.

## Vorkommen
2,3′-Bipyridin gehört zu den Tabaknebenalkaloiden und tritt natürlich in Tabakpflanzen auf. Bei einem Vergleich von 52 Rauchtabaken konnten pro Gramm Tabak 0,5–1,5 mg 2,3′-Bipyridin nachgewiesen werden. Neben Tabak enthalten auch die marinen Würmer (Hoplonemertine) Amphiporus angulatus 2,3′-Bipyridin.

## Darstellung
2,3′-Bipyridin kann durch Dehydrierung von Anabasin beispielsweise mit Zink oder durch Dehydrierung von Anatabin durch Palladium hergestellt werden.

## Eigenschaften und Verwendung
Es handelt sich um eine farblose Flüssigkeit, die bei 295–296 °C siedet. Da das 2,3′-Bipyridin (wie auch die anderen Bipyridine) ein guter Komplexbildner ist, wird es zur photometrischen Bestimmung von Cu2+-Ionen eingesetzt.